# Olivier Barthélémy
Olivier Barthélémy (Múnich, Alemania, 29 de octubre de 1979) es un actor francés.  Los títulos más importantes en los que aparece son: Sheitán (2006), Largo Winch II: Conspiración en Birmania (2011) y Discount (2014).

## Filmografía

### Películas
- 2005 – Sheitan : Bart
- 2005 – Paris Lockdown : chófer
- 2005 – Pom the Colt : socorrista
- 2007 – Public Enemy Number One : prisionero fugado
- 2010 – Largo Winch II : Simon Ovronnaz
- 2010 – Mike  : Fred
- 2010 – Notre jour viendra : Rémy
- 2012 – Paris Under Watch : Sam
- 2012 – What the Day Owes the Night : Jean-Christophe
- 2014 – 24 Days : Jérôme Ribeiro
- 2014 – Discount : Gilles
- 2017 – That's All For Me : Rayan
- 2018 – Team Spirit : Pippo
- 2020 – Children of Heart
- 2020 – Life Is a Big Scam
- 2021 – Mastemah : Théo Liblis
- 2022 – Overdose : Victor Piquemal
- 2023 – Win or die : Pfeiffer
- 2023 – Chain reaction : Derval
- 2023 – The Most Beautiful To Be Dancing : M. Bonnot
- 2023 – Guardians of the Formula : Derval

### Cortometrajes
- 1996 – Psykonegros
- 1998 – Paris by Night
- 1998 -Pret a tout pour rien du tout
- 2002 -Easy Pizza Riderz
- 2002 – Les Frères Wanted 2 : La barbichette as Barth
- 2003 – Les Frères Wanted 3 : Le Chat de la Grand-mère d'Abdelkrim as Barth
- 2003 – Desirs Dans L'Espace
- 2004 – La Banana
- 2008 – Go Fast Connexion
- 2009 – MILO de Matthieu Serveau as Pascal
- 2011 – L'Intruse de Maxime Giffard[2]
- 2015 as J'ai dix ans
- 2018 – Crocs as Ian
- 2021 – Alban

### Televisión
- 2006 – Long live the bomb! as Fred
- 2006 – Paris, criminal investigations (1 episode) as Piotr
- 2007 – The Commune (7 episodes) Denis Moreau
- 2011 – Bankable as Nicolas Ricci
- 2017 – I Have Two Loves as Jérémie
- 2018 – The Great
- 2018 – The Last Wave as Pierre Mattéoli
- 2019 – 100% Bio as Peio
- 2021 – Sophie Cross as Joseph Montoya
- 2022 – Alphonse
- 2022 – Pax Massilia